# Veauce
Veauce – miejscowość i gmina we Francji, w regionie Owernia-Rodan-Alpy, w departamencie Allier.

## Demografia
Według danych na rok 1990 gminę zamieszkiwało 30 osób, a gęstość zaludnienia wynosiła 8 osób/km². W styczniu 2015 r. Veauce zamieszkiwało 40 osób, przy gęstości zaludnienia wynoszącej 10,7 osób/km².